# Cratere Crotone
Crotone è un cratere da impatto sulla superficie di Marte.
È intitolato alla città italiana di Crotone.